# THE WINDS OF GOD
『THE WINDS OF GOD』（ザ・ウインズ・オブ・ゴッド）は、神風特別攻撃隊をテーマとした今井雅之作の戯曲。1988年より国内外で上演され、1995年に小説化ならびに最初の映画化が行われた。2005年にはテレビドラマ化、2006年には全編英語で再び映画化されている。21周年目の2009年に今井雅之演出、オール新キャスト版が調布市せんがわ劇場にて上演された。

## あらすじ
売れないお笑い芸人の誠と金太は、ある日交通事故に遭う。気がついたときには第二次世界大戦終戦間際の神風特攻隊基地へとタイムスリップしており、2人の体は岸田・福本という特攻隊隊員と入れ替わっていた…。

## 舞台劇

### 上演記録
1988年（初演）
- THE WINDS OF GODの前身である「リーインカーネーション」が、パモス青芸館にて上演。

1991年
- 9月にロサンゼルスのマリリンモンロー劇場にて上演。
- 10月に新宿スペース107にて上演。この年、文化庁芸術祭賞演劇部門で今井雅之が受賞。

1992年
- 2月に神田パンセ、10月にシアター・サンモールで上演。
- 9月にニューヨークのマリリンモンロー劇場にて上演。

1993年
- 5月にニューヨークのアクターズ・スタジオにて上演。国際連合作家協会主催の芸術賞を受賞。

1995年
- 2月に銀座小劇場、8月にシアターVアカサカ、12月に紀伊國屋ホールにて上演。
- 3月にニューヨークの国際連合本部内ホールにて上演。（国際連合本部主催公演）

1996年
- 12月に関西と九州地方でツアー公演。

1997年
- 6月にシアターアプルにて上演。

1998年
- 6月にニューヨークのJudith Anderson Theater（オフ・オフ・ブロードウェイ）にて上演。

1999年
- 4 - 7月に「1999 JAPAN TOUR」として全国19カ所で64公演が上演。
- 9 - 10月にニューヨークのAmerican Place Theater（オフ・ブロードウェイ）にて上演。
- 12月に全労済ホールスペース・ゼロにて上演。

2000年
- 5 - 11月に「2000 JAPAN TOUR」として全国17カ所で36公演が上演。

袋金太 / 福本貴士海軍少尉：宮川大輔
- 9月にハワイのMamiya Theaterで上演。

2001年
- 5月にロンドンのThe Drill Hall Theaterで上演。
- 6 - 9月に「2001 JAPAN TOUR」として全国23カ所で58公演が上演。

2002年
- 1月に日本外国特派員協会内ホールにてFCC招聘公演として上演。

2005年
- 7 - 10月に「2005 JAPAN TOUR」として全国34カ所で51公演が上演。

2006年
- 8 - 11月に「2006 JAPAN TOUR」として全国28カ所で43公演が上演。

2008年
- 8 - 11月に「2008 JAPAN TOUR」として全国20カ所で40公演が上演。

2011年
- 11 - 12月に「がんばれ日本 2011 JAPAN TOUR」として全国12カ所で20公演が上演。

袋金太 / 福本貴士海軍少尉：陣内智則
2012年
- 10 - 1月に「2012 JAPAN TOUR」として全国11カ所で21公演が上演。

袋金太 / 福本貴士海軍少尉：なだぎ武（ザ・プラン9）
2013年
- 11月に「2013 JAPAN TOUR」として全国5カ所で8公演が上演。

袋金太 / 福本貴士海軍少尉：井戸田潤（スピードワゴン）
2015年
- 5月に新国立劇場ほか全国16か所で、今井のファイナル公演として上演予定だった[1]。
- 4月21日、今井の大腸がんによる舞台降板が発表される。代役は重松隆志が務め、全国ツアーのうち3公演は公演中止となった[2]。その後、翌月28日に今井の訃報が正式に公表された。

2020年
- 10月8日 - 12日　奈良郡山城壁・特設野外劇場にて、鯨椅子project（向井徹主宰）によって出演者が広く公募され今井雅之没後初の上演が行われた。（郡山城にぎわいづくり実行委員会共催、奈良県・奈良市後援）

### 登場人物
- 田代誠 / 岸田守中尉

主人公。「キンタマーチャンズ」という少々危ない名前のお笑いコンビのツッコミ担当で「お笑い名人大賞」を獲る事を夢見ており、相方の袋金太と一緒にストリップ劇場で幕間に漫才をやっていた。コンビで大阪から上京して3年たつが未だに芽が出ていない。
コンビの力関係では彼の方が圧倒的に上で、弟分の金太を引っ張る。
彼の前世は、帝国海軍の神風特別攻撃隊員の岸田守。
- 袋金太 / 福本貴士少尉

キンタマーチャンズのボケ担当。相方である誠のことを「アニキ」と呼び慕っている。
漢字の読み書きもまともにできないほど頭が悪く、喋りも舌足らず。彼が漫才のセリフを忘れて言葉を詰まらせてしまったため、コンビは劇場をクビになった。その後気晴らしに2人でナンパに出かけ、そこで事故に遭う。
彼の前世は、岸田と同じ特攻隊員の福本貴士。
- 神父

誠が駅のホームで出会った老いた神父。聖書を手に持ちキリスト教の神父を名乗るが、誠には輪廻転生を説く。
誠とは前世からの因縁がある。
- 妊婦

誠が駅のホームで出会った若い妊婦。福本少尉の婚約者・千穂と生き写しである。
- 寺川隆二中尉

岸田らと同じ部隊に所属する特攻隊員で、岸田とは海軍の同期。
父親と因縁を持ったまま海軍に入り、以後全く会わなくなったことを心残りにしている。
- 松島聖少尉

同じく特攻隊員。クリスチャンで、聖書を大事に持っている。
敵国の宗教を信じているということで、特に分隊長からはそのことについて厳しい態度を取られる。
- 山本勉少尉

同じく特攻隊員。東京帝国大学の学生だったが、学徒出陣で海軍に入る。
学生時代は輪廻転生を研究しており、出撃の直前まで研究を続ける。
- 山田貴文分隊長

岸田らの分隊を指揮する分隊長。隊員らを厳しく指導する。
- 宮下千穂

福本少尉の婚約者。

### 劇中で使用される楽曲
- 「青空」（THE BLUE HEARTS）

劇の終わりで使用される。
- 「Rusty Nail」（X JAPAN）

分隊の訓練 - 山本少尉出撃の場面で使用される。
- 「桜色」（七緒純）

2009年版舞台の終わりで使用される。

### CMで使用された楽曲
- エルトン・ジョン：僕の歌は君の歌

### 劇の特徴
舞台のセットは木製の椅子と机を用いた簡素なもの。これを組み合わせることで分隊詰所や駅のホーム、戦闘機内部などを表現する。小道具としてこれに自転車、骨壷、位牌、軍刀などが加わる。
劇の前半はキンタマーチャンズの漫才や、金太とアニキの漫才のような掛け合いが多くあるが、その中には上演をするご当地のネタや時事ネタを多数盛り込む。例えば2人がナンパをするために自転車で出かけようとする場面では、福岡公演では「中洲に行く」、札幌公演では「大通に行く」などと言う。アドリブも多く、上演回によっては遅れてきた観客を場内に入れるあたりでフリートークを始めたり、今井らが客席に下りて席まで誘導するといったこともある。

### 評価
NHK教育テレビで劇の模様が放送された際、放送された今井雅之のインタビューでは、この作品を上演し始めた当初は、「右翼」「戦争賛美」といった非難を受けたことを述べている。現在では、声高に反戦を主張するものではないが、戦争の悲惨さを感じさせ、また人の生き方について考えさせられる作品として評価されることが多い。

## 小説
1995年に『ウインズ・オブ・ゴッド―零のかなたへ』と題して角川書店より小説化、2001年には『THE WINDS OF GOD―零のかなたへ』と題して角川文庫より文庫化された。

## 映画

### WINDS OF GOD （1995年版）
最初の映画化作品は『WINDS OF GOD』というタイトルで、1995年6月3日に公開。松竹配給。奈良橋陽子監督作品。内容としては、舞台版に比較的忠実である。

#### 製作経緯
「THE WINDS OF GOD」は最初は映画として企画された。最初に今井雅之からストーリーを聞いた奈良橋陽子は「すごく面白い」と思い、いくつかの場面を稽古し「これは国際的な映画になる」と直感した。すぐに松竹の奥山和由に企画書を提出したが、なかなかゴーサインが出ず、それならばと先に舞台作品として世に出た。
最初に映画が製作されかけたのは1989年で、1987年に奥山和由が製作した『ハチ公物語』で、岡田茂東映社長に世話になったことから、奥山が「岡田社長の元で映画をプロデュースして恩返ししたい」と東映の岡田に本作の映画化を持ち込んだ。この時のタイトルは『KAMIKAZE』で、製作は五味武が社長を務めるGMプロモーションと伊藤萬の共同製作。製作総指揮は五味、企画が奥山和由、脚本・今井雅之、監督・奈良橋陽子、主演は今井雅之と本木雅弘、配給は松竹洋画系で、1989年9月にクランクイン、1990年春公開と具体的なところまで進んでいたが、映画化されず。
1992年にローバジェット作品として松竹での製作が決定し、同年8月クランクイン。静岡県下田市近郊で1ヵ月ロケ。舞台で看護婦役だった藤田朋子が「どんな小さい役でもいいから出して欲しい」と訴え、テレビの仕事の後、ロケ地へ遊びに来て、そのまま2ショット出演した。9月のニューヨーク公演の後、テキサスで空中シーンの撮影を終え、映画はここで完成した。1993年のゆうばり国際ファンタスティック映画祭で上映され、審査員特別賞を受賞したが一般公開はならず、お蔵入りした。

#### 配給経緯
1995年が戦後50年にあたることから、邦画メジャー3社で戦争映画大作を競作しようと準備を始め、東映が『きけ、わだつみの声 Last Friends』、東宝が『ひめゆりの塔』の戦争大作の製作を早くに決め、会社の意地を見せ万全の体勢を敷いた。しかし松竹はこれに乗らず。このため東映と東宝の2社で『戦後50年記念共同プロジェクト』を実施し、2作品の予告編を反対の劇場で流す、2作品の予告編を一緒にしてお互いの劇場で流すなどという史上初の試みを行うなどで盛り上げた。松竹はこの2社の盛り上がりに便乗し、2年前にお蔵入りさせた『WINDS OF GOD』をこの年公開した。　

#### 作品の評価
作品の評価は悪くなかったが、2年前の映画で、題材、キャストがアピール出来ず、ヒットしなかった。

#### キャスト
- 田代誠 / 岸田守海軍中尉：今井雅之
- 袋金太 / 福元貴士海軍少尉：山口粧太
- 山田貴文分隊長：六平直政
- 宮下千穂：小川範子
- 寺川中尉：菊池孝典
- 松島少尉：井田國彦
- 山本少尉：新井つねひろ
- 清水少尉：大森嘉之
- 米谷少尉：志村東吾
- 太田飛行隊長：別所哲也
- 新しい相棒：秋山大学
- 赤ん坊を抱える女：藤田朋子

### THE WINDS OF GOD -KAMIKAZE- （2006年版）

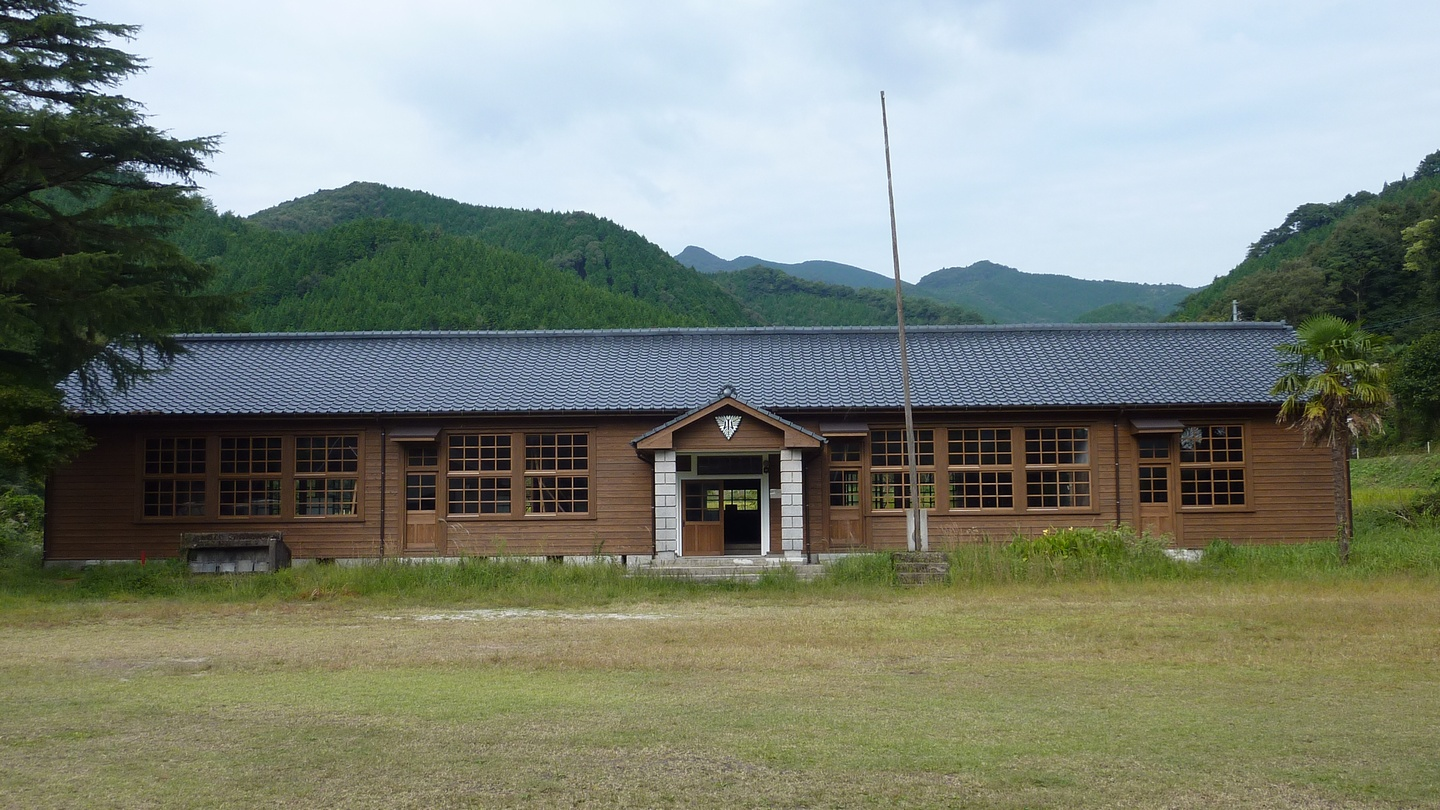
ロケ地の一つ・布計小学校跡（鹿児島県伊佐市）

『THE WINDS OF GOD -KAMIKAZE-』というタイトルで2006年8月26日に公開。国際映画として上映するため、現代を演じる場面の舞台はアメリカへと変更され、タイムスリップする人間もニューヨーク在住のアメリカ人コメディアンという設定になっている。

#### キャスト
- マイク・キッシンジャー：ニコラス・ペタス / 岸田守海軍中尉：今井雅之

マイクはドイツ系白人。
- キンタ・モンゴメリー：ウェイン・ドスター / 福元貴士海軍少尉：松本匠

キンタは日米ハーフ。
- 老神父 / 山田貴文分隊長：渡辺裕之
- 妊婦 / 宮下千穂：渋谷亜希
- 太田信忠飛行隊長：千葉真一

## テレビドラマ
朝日放送（ABCテレビ）とThe iconの制作により、脚本を一部改訂して、『零のかなたへ〜THE WINDS OF GOD〜』というタイトルにて、2005年9月10日の21時00分 - 22時51分にテレビ朝日系列で放映された。撮影に当たっては零戦のレプリカを2機製作しており（製作費は1機あたり600万円）、戦闘シーンにはCG合成を駆使し、同局で放送されていたバラエティ番組『笑いの金メダル』メンバーであるくりぃむしちゅーとヒロシが出演していることも話題になった。
平成17年度文化庁芸術祭テレビ部門優秀賞受賞作品。

### キャスト
- 田代誠 / 岸田守海軍中尉：山口智充（DonDokoDon）

お笑いコンビ「てんこ盛り」のツッコミ役。芸名は大森。
前世の人間と体が入れ替わり、タイムスリップ後は岸田という海軍中尉になる。
舞台劇版でのコンビ名が放送禁止用語に引っかかるものであったためドラマ版では変更されている。
- 袋金太 / 福本貴志海軍少尉：森田剛（V6）

お笑いコンビ「てんこ盛り」のボケ役。芸名は小森。誠のことを「アニキ」と慕う。
前世の人間と体が入れ替わり、タイムスリップ後は金太の伯父に当たる海軍少尉・福本となる。
- 江波八重：小西美帆
- 山田貴文分隊長 / 老神父：西村雅彦
- 軍医：伊東四朗
- 寺川隆二中尉：池内博之
- 山本勉少尉：伊崎充則
- 旅館の女将：泉ピン子

ドラマ版オリジナルの登場人物。
- ヒロシ
- くりぃむしちゅー（上田晋也・有田哲平）

共に本人役で登場。てんこ盛りの2人が見ている舞台でネタを披露していた。
- 大原美咲 / 若松千穂：沢尻エリカ

美咲はドラマ版オリジナルの登場人物で金太の幼馴染みの短大生（舞台劇版で誠が出会う妊婦に相当するキャラクター）、千穂は福本少尉の婚約者。ドラマ版では、誠と金太は帰阪する彼女を見送りに行く途中で事故に遭ったという設定になっている。
- 福本貴子：小山希来々

福本少尉の妹で後に金太の母親になる人物でもあり、彼女の持つがま口財布は物語のキーアイテムである。なお舞台劇版では名前と写真のみでの登場だった。
- 浜田学、伊藤裕子、井坂俊哉、梅宮哲、川本貴則、杉村暁

ほか

### スタッフ
- 原作：今井雅之（角川文庫刊）
- 脚本：矢島正雄
- 監督：中山史郎
- 音楽：丸山和範
- 主題歌：風味堂「ゆらゆら」（SPEEDSTAR RECORDS）
- 軍事考証：土方敏夫、神立尚紀
- 軍事訓練：ビッグファイタープロジェクト
- 軍事美術・衣装協力：中田商店
- 零戦制作協力：国分電機株式会社、トミショウ株式会社
- CG：白組
- 特殊メイク：メイクアップディメンションズ（江川悦子、佐々木誠人）
- 火薬効果：大平特殊効果
- 操演：大脇豊
- アクションコーディネーター：大道寺俊典（剣武会）
- カースタント：スーパードライバーズ
- ロケ協力：水海道市、水海道フィルムコミッション、龍ヶ崎飛行場
- 映像協力：日本映画新社、サンユーフィルムジャパン 、ビデオ・パック・ニッポン
- 技術協力：テイクシステムズ
- 美術協力：テレビ朝日クリエイト
- プロデューサー：深沢義啓、藤田和弥、井口毅、志村彰、森雅弘
- 制作：朝日放送、The icon